# Вирий Никомах Флавиан
Вирий Никомах Флавиан (лат. Virius Nicomachus Flavianus, 334—394) — римский политик и историк. Язычник. Друг Квинта Аврелия Симмаха. Преторианский префект Италии (390—392), при узурпаторе Евгении — снова преторианский префект (393—394) и консул (394, признавался только на территории Евгения). После гибели Евгения в битве на реке Фригид Никомах Флавиан покончил с собой. Написанная им историческая работа не сохранилась, однако она, вероятно, послужила важным источником для других авторов.

## Семья
Вирий Никомах Флавиан родился в 334 году. Он принадлежал к влиятельному сенаторскому роду Вириев. Отец Флавиана, Венуст, происходил из апулийского города Канузий, в районе которого их семья владела землями. По словам Кристиана Сеттипани, матерью Флавиана была Аниция, дочь консула 322 года Амния Аниция Юлиана. От неизвестной по имени жены, которая также была язычницей, Флавиан Старший имел двух сыновей: Флавиана Младшего и Венуста. Его внуками были Аппий Никомах Декстер и Галла.

## Биография
Карьера Никомаха Флавиана восстанавливается по двум надписям: первая была установлена мужем внучки Флавиана Квинтом Фабием Меммием Симмахом, а вторая — его внуком Аппием Никомахом Декстером. Пройдя квестуру и претуру, Флавиан стал одним из старших понтификов и в 364—365 годах занимал должность консуляра Сицилии. В 376 году он был назначен викарием Африки. Вместе с проконсулом этой провинции Децимием Гиларианом Гесперием отвечал за расследование скандала вокруг города Лептис-Магны. Его заключения, включенные в отчёт, сняли обвинения с жителей города. В благодарность лептинцы воздвигли Флавиану статую. В то же время он стал адресатом одного из законов, направленных против донатистов. Однако, подобно другим представителям языческой аристократии, стремившимся разобщить христианскую церковь, Флавиан не только не выполнил данный ему приказ, но и открыто покровительствовал донатистам; в 406 году Августин Гиппонский даже ошибочно посчитал его самого донатистом. Вследствие этого он впал в немилость и был лишён должности императором Грацианом.
Следующий пост Флавиан получил уже при императоре Феодосии I, который высоко ценил его учёные дарования. Ему удалось заслужить благосклонность императора. В 382 году старший сын Флавиана стал проконсулом Азии, в то время как младший, по-видимому, управлял италийской провинцией. Упоминания Флавиана как преторианского префекта в законе, датированном 27 февраля 383 года, следует признать ошибочным. Среди исследователей нет единого мнения, когда Флавиан занимал должность квестора священного дворца. Джеймс О’Донелл относит его пребывание на этом посту к 382—383 годам, в то время как авторы PLRE считают 389 год более вероятной датой. В следующем году он был назначен преторианским префектом.
В 392 году западный император Валентиниан II умер при подозрительных обстоятельствах; считалось, что он был убит военным магистром Арбогастом. Новым императором при поддержке Арбогаста был провозглашён ритор Евгений. Вероятно, Феодосий назначил другого префекта, Аподемия, на место Флавиана сразу после известия о смерти Валентиниана. Однако Евгений, ко двору которого прибыл Флавиан, утвердил его в должности. В свою очередь, Флавиан всеми силами поддерживал Евгения, и, будучи авторитетом в авгуральной дисциплине, заявлял, что жертвы указывали на победу в предстоящей войне. Отправляясь на войну с Феодосием, Флавиан и Арбогаст грозились после своего возвращения завербовать христианское духовенство в армию и превратить главную церковь Медиолана в конюшню. Однако их войска потерпели поражение в решающей битве при Фригиде против армии Феодосия (5 сентября 394 года); отряд, в котором находился Флавиан, попал в засаду и сдался, а сам он покончил жизнь самоубийством.

## Роль Флавиана в литературе
В 380-е годы Флавиан написал посвящённое Феодосию произведение, которое, скорее всего, называлось «Анналы». Отто Зеек предположил, что подобно Фукидиду Флавиан отсчитывал события по летам и зимам и довёл свою работу до смерти узурпатора Прокопия. Возможно, его труд стал источником для более поздних историков, в частности Аммиана Марцеллина. Также Флавиан сделал копию «Жизни Аполлония Тианского» Флавия Филострата. Семьи Никомахов и Симмахов занимались редактированием и изданием произведений римских авторов; именно благодаря им работы некоторых писателей, в том числе Ливия, Марциала и Апулея сохранились до нашего времени. Наряду с Квинтом Аврелием Симмахом и Веттием Агорием Претекстатом Флавиан является одним из главных героев «Сатурналий» Макробия, где они обсуждают различные вопросы во главе круга языческих интеллектуалов. Кроме того, он считается одним из вероятных кандидатов на роль неизвестного языческого префекта, упоминаемого в анонимной «Поэме против язычников».